# Abborrtjärnen (Gunnilbo socken, Västmanland, 663256-150937)
Abborrtjärnen är en sjö i Skinnskattebergs kommun i Västmanland och ingår i Norrströms huvudavrinningsområde. Abborrtjärnen ligger i Stora Flyten och Stormossen Natura 2000-område.